# Chinesisch-Japanischer Freundschafts- und Handelsvertrag

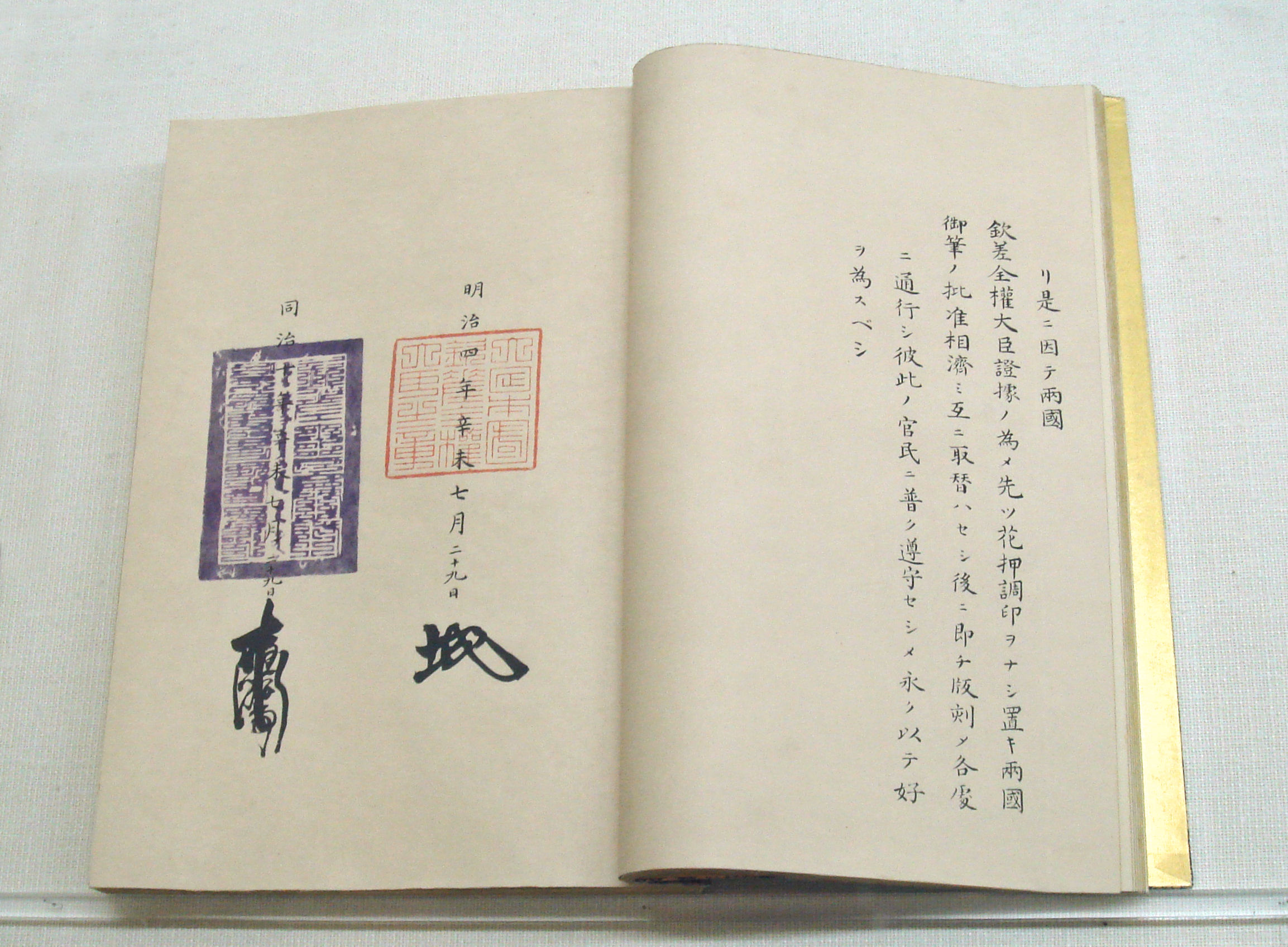
Chinesisch-Japanischer Freundschafts- und Handelsvertrag.

Der Chinesisch-Japanische Freundschafts- und Handelsvertrag (chinesisch 中日修好條規 / 中日修好条规, Pinyin Zhōngrì xiūhǎo tiáoguī, jap. 日清修好条規, Nisshin shūkō jōki) wurde am 13. September 1871 in Tianjin von Li Hongzhang und Date Munenari unterzeichnet.
Der Vertrag garantierte die juristische Stellung von Konsuln und schrieb Handelszolltarife zwischen den beiden Unterzeichnerländern Japan und China fest.
Der Vertrag hatte Gültigkeit bis zum Ersten Chinesisch-japanischen Krieg, welcher zu Neuverhandlungen und schließlich zum Vertrag von Shimonoseki führte.